# Хурин, Валерий Петрович
Валерий Петрович Хурин (14 июня 1952, Петропавловск-Камчатский) — советский биатлонист, советский и российский судья соревнований по биатлону. Чемпион СССР в гонке патрулей (1976). Мастер спорта СССР.

## Биография
Представлял спортивное общество «Спартак» и город Петропавловск-Камчатский.
В 1976 году завоевал золотые медали чемпионата СССР в гонке патрулей в составе сборной общества «Спартак». Годом ранее стал бронзовым призёром в этой же дисциплине.
После окончания спортивной карьеры работал тренером и судьёй соревнований по биатлону. В 1983 году стал первым специализированным тренером по биатлону в Камчатском крае, возглавил биатлонную секцию в местном отделении общества «Спартак». Позже перешёл на работу тренером в СДЮШОР по лыжным видам спорта Камчатского края (Елизово).
Стаж судейства — более 35 лет. Имеет всероссийскую судейскую категорию (1992). В качестве арбитра участвовал в зимней Олимпиаде 2014 в Сочи.